# Diritto Municipale

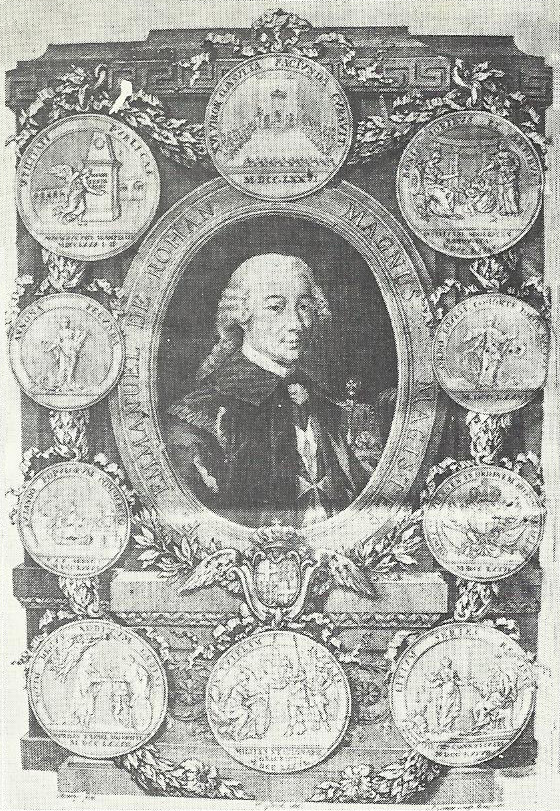
Strona tytułowa Diritto Municipale, z przedstawieniem Wielkiego Mistrza Emmanuela de Rohan

Diritto Municipale (ang. Municipal Law, pol. Prawo miejskie) – zbiór praw maltańskich oraz rycerzy Szpitalników św. Jana z czasu ich pobytu na wyspie. Wykonanie go zostało zamówione przez Wielkiego Mistrza Emmanuela de Rohan-Polduc w roku 1781, a ukończono całość w roku 1784. Jest to jeden z najbardziej ludzkich zbiorów praw, spośród wszystkich sporządzonych przez Zakon. Pomimo że był on opresyjny i monarchistyczny, nie ustrzegł się delikatnych wpływów ideologii Oświecenia, rozprzestrzeniającej się w tym czasie w Europie.

## Historia
W roku 1781 Wielki Mistrz Emmanuel de Rohan-Polduc zamówił u neapolitańskiego adwokata Giandonato Rogadeo wykonanie zbioru praw. Rogadeo poprzednio skutecznie bronił Zakonu, pozwanego w Neapolu. Był jednak arogantem, patrzył na wszystkich z góry, ignorując sugestie maltańskich prawników i sędziów. Spowodowało to negatywne ocenienie jego pracy, gdyż jego zachowanie nie przystawało do maltańskich zwyczajów. Rohan, zdumiony zastrzeżeniami, powołał kolejną komisję, złożoną głównie z członków Zakonu. Ci jednak wydali podobną opinię, jak Maltańczycy. Obrażony Rogadeo poprosił o pozwolenie opuszczenia Malty. Zadanie zostało przekazane maltańskiemu prawnikowi Federico Gattowi, który opracował nowy kodeks praw. W dniu 23 grudnia 1782 roku utworzona została nowa rada, której zadaniem była ocena efektu końcowego. Kodeks został, z niewielkimi zmianami, zaaprobowany. Wszedł w życie 17 lipca 1784 roku.

## Zawartość Diritto Municipale
Diritto Municipale jest podzielone na siedem tomów, jak poniżej:
- Pierwszy tom traktuje o Gran Corte della Castellania (utworzonego na Malcie w roku 1533 przez Wielkiego Mistrza Philippe’a Villiers de l’Isle Adama). Definiuje on kompetencje Sądu, kompetencje trybunałów publicznych, obowiązki kasztelana, sędziów oraz pozostałych pracowników sądu[1].
- Drugi tom składa się z pięciu rozdziałów, i zawiera informacje na temat traktowania spraw karnych i cywilnych[1].
- W trzecim tomie znajdują się informacje na temat hipotek, zobowiązań i kontraktów[1].
- Tom czwarty obejmuje temat testamentu oraz sprawy i obowiązki spadkowe[1].
- Piąty tom, mający dziewięć rozdziałów, dotyczy prawa karnego. Warto zauważyć, że otwarcie wspomina żebraków, co jest pierwszą wzmianką w prawie maltańskim o tej klasie społecznej[1].
- Szósty tom określa prawa dotyczące morskiego handlu[1].
- Tom siódmy, zatytułowany Miscellanea (Sprawy różne), zajmuje się innymi przepisami, których nie ujęto w poprzedzających tomach. Są one omówione w poszczególnych rozdziałach i dodatkach[1].